# Kanton Saint-Égrève
Der Kanton Saint-Égrève ist ein ehemaliger, von 1973 bis 2015 bestehender französischer Wahlkreis im Grenoble, im Département Isère und in der Region Rhône-Alpes. Sein Hauptort war Saint-Égrève.

## Gemeinden
Der Kanton umfasste die Wahlberechtigten aus sieben Gemeinden:
| Gemeinde               | Einwohner Jahr | Fläche km² | Bevölkerungsdichte | Code INSEE | Postleitzahl |
| ---------------------- | -------------- | ---------- | ------------------ | ---------- | ------------ |
| Fontanil-Cornillon     | 2780 (2013)    | 5,5        | 505 Einw./km²      | 38170      | 38120        |
| Mont-Saint-Martin      | 79 (2013)      | 5,31       | 15 Einw./km²       | 38258      | 38120        |
| Proveysieux            | 508 (2013)     | 20,37      | 25 Einw./km²       | 38325      | 38120        |
| Quaix-en-Chartreuse    | 918 (2013)     | 18,09      | 51 Einw./km²       | 38328      | 38950        |
| Saint-Égrève           | 15.996 (2013)  | 10,88      | 1470 Einw./km²     | 38382      | 38120        |
| Saint-Martin-le-Vinoux | 5501 (2013)    | 10,06      | 547 Einw./km²      | 38423      | 38950        |
| Sarcenas               | 199 (2013)     | 7,76       | 26 Einw./km²       | 38472      | 38700        |